# OmBC (stroomlijnmotorrijtuig)

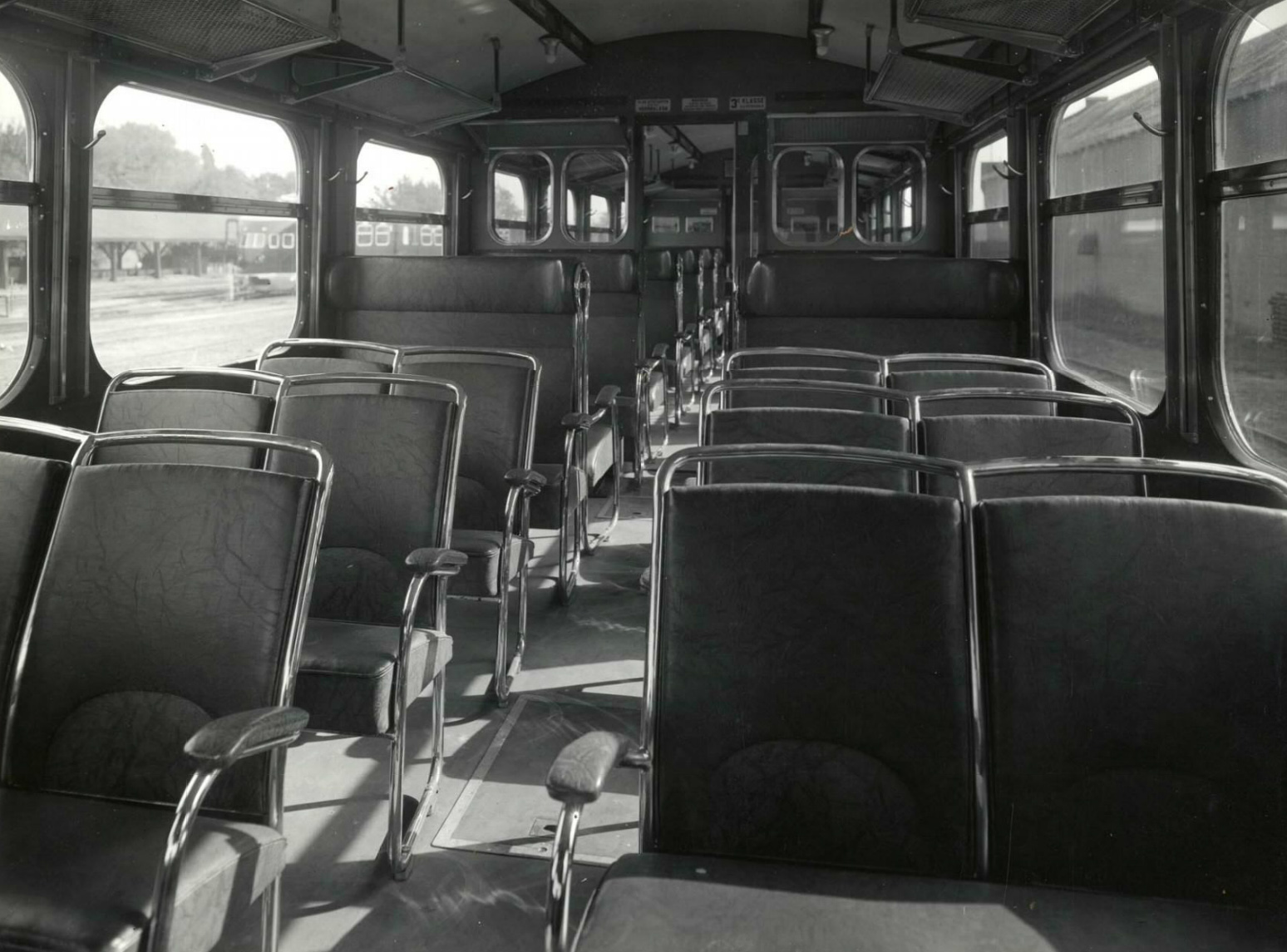
Interieur 3e klasse van rijtuig 2901.

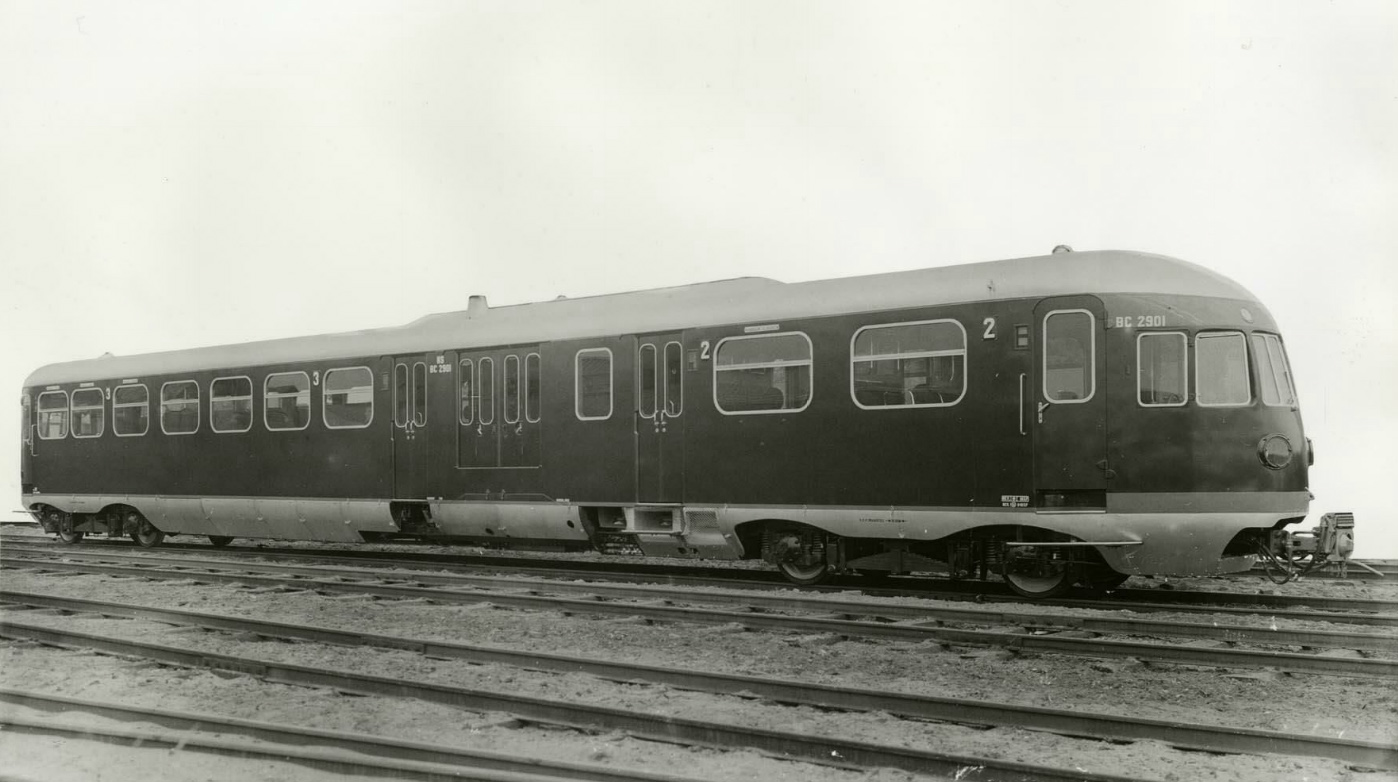
Motorrijtuig 2901 op het terrein van Werkspoor; 1937.

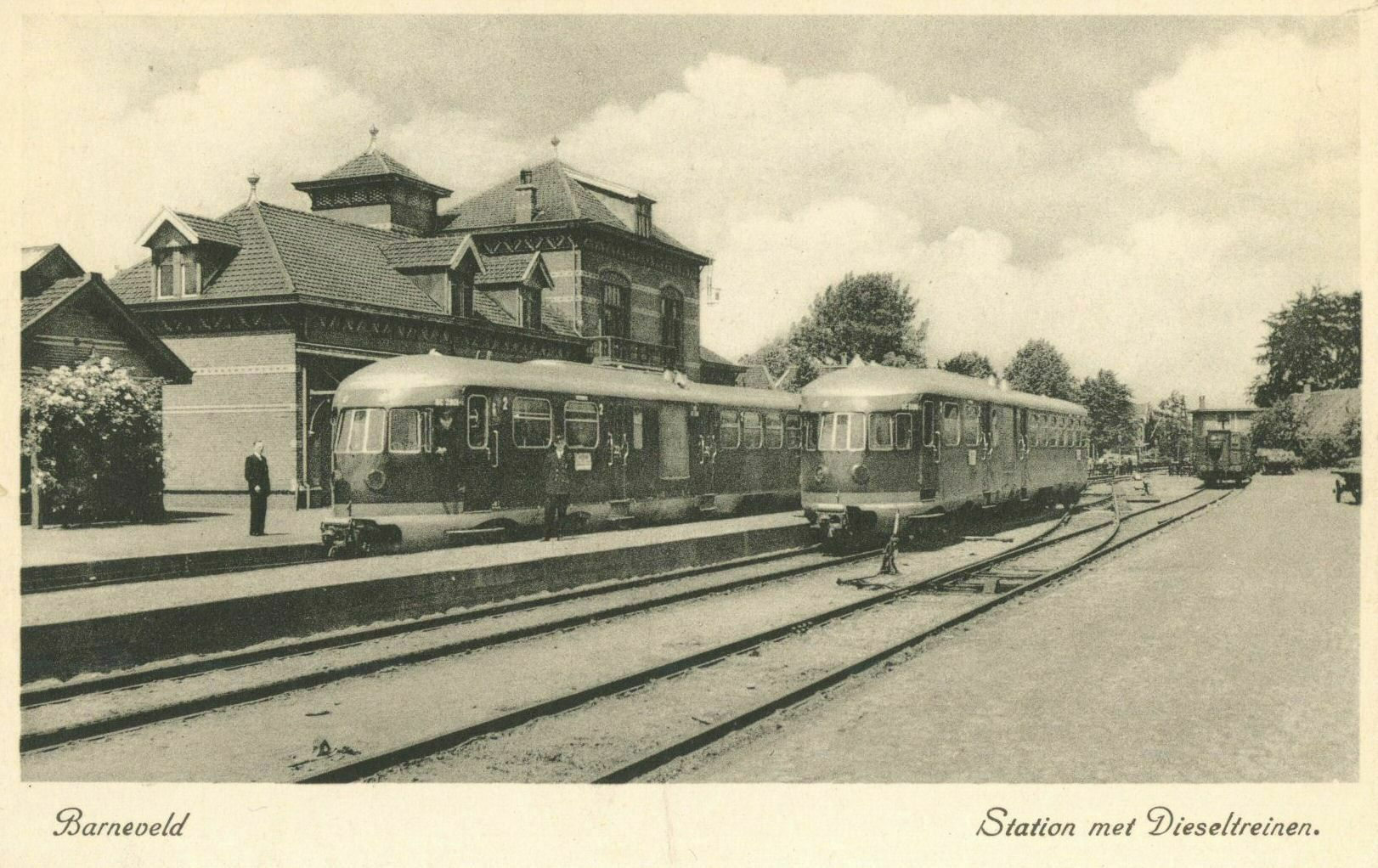
Station Barneveld Dorp met twee motorrijtuigen serie omBC 2901-2908; circa 1937.

De motorrijtuigen omBC 2901-2908 waren een serie van acht motorrijtuigen van de Nederlandse Spoorwegen, die in 1937 in dienst werd gesteld voor secundaire spoorlijnen in Nederland. Al na 15 jaar eindigde voor de laatste drie exemplaren de inzet in de reizigersdienst, nadat de overige vijf door oorlogsschade verloren waren gegaan.

## Bouwwijze
De motorrijtuigen van de derde serie omBC's, de omBC 2901-2908 hadden dieselmechanische aandrijving, de laatste serie verbrandingsmotorrijtuigen voor de NS met een dergelijke aandrijving. Zij werden in 1937 gebouwd door Werkspoor met als voorbeeld de omBC 1904-1910, echter met een gestroomlijnd uiterlijk. De vorm was ontleend aan die van de treinstellen Mat '34, Mat '35 en Mat '36, maar de ramen van de machinistencabine liepen hoger door. Deze kopvorm zou later ook te zien zijn bij de Dieselvijf en het elektrische Mat '40.
De rijtuigen waren voorzien van Scharfenbergkoppelingen en konden met elkaar in treinschakeling rijden, maar niet met de dieselelektrische stroomlijntreinstellen en ook niet met de andere (niet-gestroomlijnde) omBC's en omC's van de NS, die buffers en orthodoxe schroefkoppelingen hadden.
Het interieur van de motorrijtuigen kwam sterk overeen met de iets later in dienst gestelde Mat '40 en Dieselvijven. De zitplaatsindeling was dezelfde en ook hadden de reizigers een vrij zicht naar voren op de baan.

## Tweede Wereldoorlog
Vanwege brandstofschaarste werden na het uitbreken van de Tweede Wereldoorlog de motorrijtuigen al spoedig terzijde gesteld en vervangen door stoomtreinen. Na de bevrijding in 1945 was een groot deel van de rijtuigen zoek of onbruikbaar: alleen de 2904 was inzetbaar. De 2903 en 2905 werden later teruggevonden in het door de Sovjet-Unie bezette Oost-Europa. De 2907 en 2908 waren zwaar beschadigd en werden pas in 1950 hersteld. De overige waren vernield.

## Inzet
De treinen waren oorspronkelijk bedoeld voor de toen nog niet geëlektrificeerde spoorlijnen Alkmaar – Den Helder, Alkmaar – Hoorn en Hoorn – Enkhuizen. Daar zijn ze echter nooit ingezet. Ze zijn gebruikt op de toen nog niet geëlektrificeerde spoorlijn Amersfoort – Barneveld – Ede-Wageningen, ook bekend als de "Kippenlijn". Een aantal diensten reed vanaf Ede-Wageningen via Arnhem door naar Doetinchem.

## Buitendienststelling

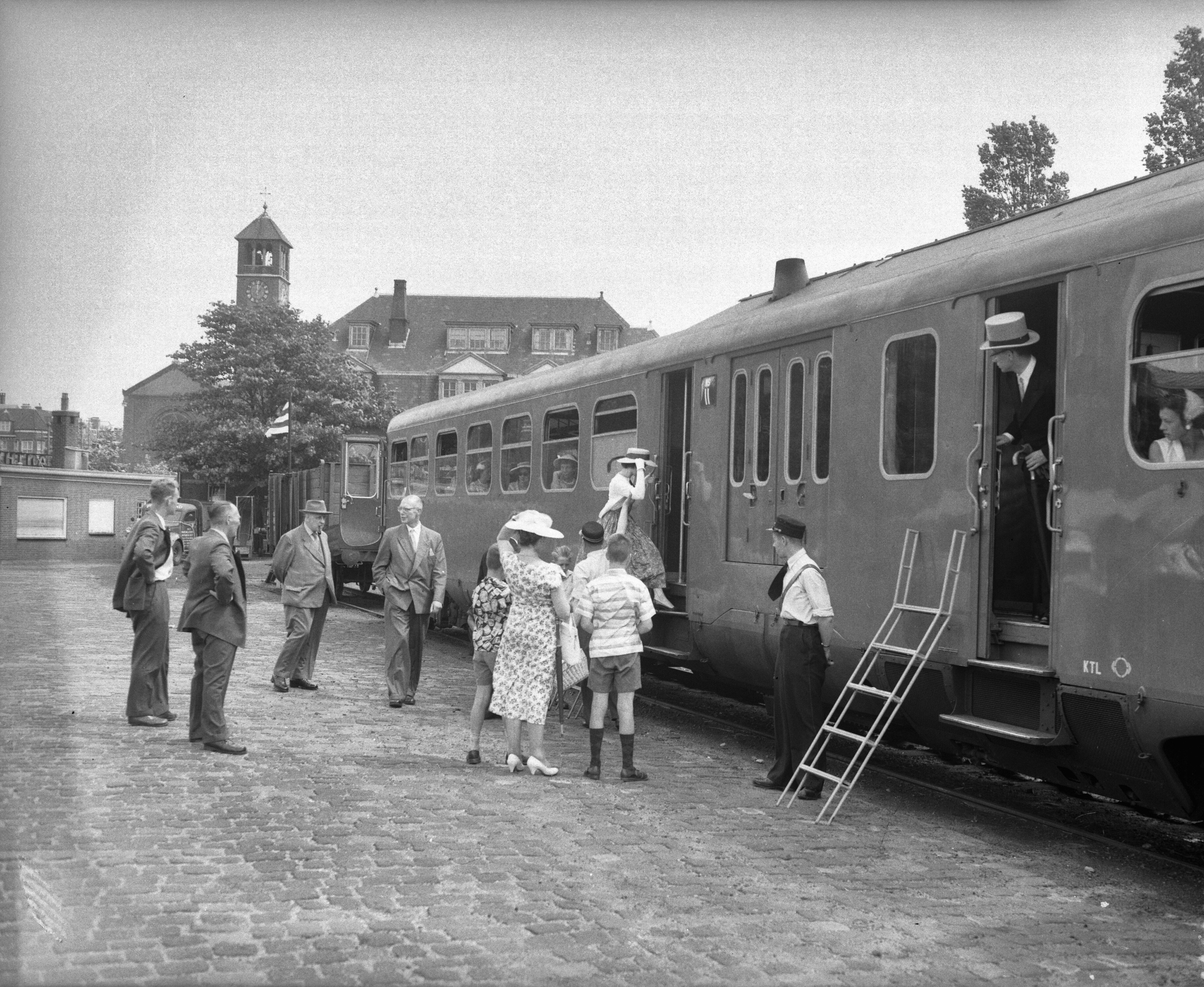
omBC 11 op het toen al jaren buiten gebruik zijnde Haarlemmermeerstation bij een rit ter gelegenheid van het 65e lustrum van de Universiteit van Amsterdam; 6 juli 1957.

Na de oorlog werden de drie overgebleven motorrijtuigen 2904, 2907 en 2908, vanaf 1950 genummerd 101-103, ingezet op de spoorlijn Gouda - Alphen aan den Rijn. In 1952 werden zij afgevoerd. De 2903 en 2905 waren naar Duitsland afgevoerd en werden later teruggevonden in de Russische bezettingszone. De 2901, 2902, 2905 en 2906 werden wegens oorlogsschade voor sloop afgevoerd. De 102 is echter nog tot 1961 in gebruik gebleven als inspectierijtuig en had hierbij het nummer 11.